# ETA politico-militaire
ETA politico-militaire, ETA (pm) ou ETA-pm (ETA politiko-militarra en basque) était une organisation indépendantiste basque qui utilisait le terrorisme. Elle exista sous différents noms et eut une importance notable entre 1970 et 1986.
Au cours de l'été 1970 eut lieu la Sixième Assemblée de la première ETA qui marqua un tournant vers des positions clairement marxistes-léninistes. Un secteur minoritaire décida de ne pas participer et, peu après, créa la nouvelle ETA-V Asemblea (« ETA Cinquième Assemblée »). Progressivement, la nouvelle organisation prit de l'importance et remplaça l'ancienne ETA dans le rôle dirigeant du secteur du nationalisme basque partisan de l'action violente. À la fin de l'année 1974, un secteur minoritaire de ETA Cinquième Assemblée abandonna l'organisation en raison de différences tactiques et créa ETA militaire. À partir de ce moment et pour distinguer les deux branches, ETA Cinquième Assemblée fut connue sous le nom de « ETA politico-militaire ».
Les différences entre les deux groupes armés concernaient, au départ, le type d'organisation mais terminèrent en devenant des différences stratégiques face à la Transition démocratique espagnole après la mort du dictateur Francisco Franco en novembre 1975. ETA-pm, alors la principale organisation armée basque, approuva, lors de sa Septième Assemblée, la priorité donnée à la voie politique face à la voie militaire durant ce processus. ETA-pm ne renonça pas à la lutte armée mais la considérait complémentaire de la stratégie politique et devait, en tous cas, être soumise à cette dernière. Cette décision stratégique provoqua des dissensions internes qui occasionneront le départ d'une bonne partie de son appareil militaire, les Komando Bereziak ("Commandos spéciaux") ou Berezis, qui rejoindra ETA militaire en 1977 ou les Commandos autonomes anticapitalistes. Plusieurs membres venant de ces Komando Bereziak d'ETA-pm rejoindront, plus tard, la direction d'ETA-m comme Antxon Etxebeste et Pakito Mujika Garmendia.
En 1976, à l'initiative d'ETA-pm se créa l'Alternative KAS en tant que programme politique minimal commun aux organisations indépendantistes basques et, en 1977, ETA-pm appuya la création d'un parti indépendantiste de gauche appelé Euskal Iraultzarako Alderdia (EIA). Ce dernier se présenta aux élections générales de 1977 au sein de la coalition Euskadiko Ezkerra (EE). La coalition entra de plain-pied dans le jeu politique à partir de cette année en participant au processus constitutif du statut d'autonomie du Pays basque. Durant cette période, ETA-pm réduisit son activité en ne réalisant pas d'assassinat ou d'autres actions armées qui auraient pu créer de l'impopularité au sein de sa base et interférer dans l'activité d'Euskadiko Ezkerra.
Pour autant, à partir de 1979, ETA-pm changea de stratégie à la suite de la constatation que ce statut d'autonomie était insuffisant selon ses aspirations politiques. Ainsi, l'organisation commença à commettre des actions sélectives à grande répercussion afin de renforcer la position basque dans les négociations avec le gouvernement espagnol. Parmi ces actions, des attentats contre des intérêts touristiques espagnols, des séquestrations ou des attaques directes contre des responsables du parti au pouvoir à Madrid, l'Union du centre démocratique. Ces actions conduisirent Euskadiko Ezkerra à une position difficile et des dirigeants de cette formation comme Mario Onaindia ou Juan María Bandrés prirent position pour que ETA-pm disparaisse afin de laisser le champ libre pour une voie exclusivement politique.
Commença ainsi une période pendant laquelle Euskadiko Ezkerra se distancia et refusa la stratégie armée, tandis que des négociations débutaient afin que les militants d'ETA-pm accèdent à des mesures de grâce. Paradoxalement, ETA-pm augmenta son activité armée afin de renforcer sa position lors d'éventuelles négociations avec le gouvernement espagnol. En 1981, sous à la tentative de coup d’État du 23 février, ETA-pm déclara une trêve qui dura environ un an. Début 1982, alors que la trêve touchait à sa fin, ETA-pm organisa sa Huitième Assemblée, au cours de laquelle les partisans de la poursuite de l'activité armée gagnèrent la majorité. Pour autant, les thèses d'Euskadiko Ezkerra s'étaient installées au sein d'ETA-pm. Le secteur minoritaire mais très significatif de l'organisation armée, qui avait perdu au cours de la Huitième Assemblée, décida de la quitter sous le nom d'ETA-pm (Septième assemblée) et ses membres renoncèrent, la même année, à la lutte armée, accédant en bloc aux mesures de grâce négociées entre Euskadiko Ezkerra et le gouvernement espagnol. L'auto-dissolution prononcée par cette scission pourtant minoritaire, le 30 septembre 1982, marqua, pour certains, la disparition d'ETA politico-militaire. Cette même année, Euskadiko Ezkerra, dirigée par Mario Onaindia, convergea avec le secteur majoritaire du Parti communiste d'Euskadi, de Roberto Lertxundi. Des années après, en 1993, EE fusionnera avec le Parti socialiste d'Euskadi (PSE-PSOE) pour former l'actuel Parti socialiste d'Euskadi-Gauche basque (PSE-EE).
Ce qui restait de l'organisation, connue à partir de 1982 comme ETA-pm (Huitième assemblée) continua d'exister plusieurs années. Pour autant, privée de l'appui d'Euskadiko Ezkerra et de son entourage, qui tournèrent le dos à l'organisation, et soumise à la collaboration policière entre l'Espagne et la France, elle eut du mal à exister. Des dissensions internes conduiront, en 1984, à une division en trois groupes : les partisans de continuer sur le chemin de la réinsertion initiée en 1982 qui renoncèrent, de manière individuelle, à la lutte armée ; les partisans de poursuivre la lutte armée en rejoignant ETA militaire, connus comme milikis, et qui furent admis dans cette organisation en février 1984 ; et un petit groupe qui continua d'exister sous le nom d'ETA-pm (Huitième assemblée) au moins jusqu'en 1986, en ne pratiquant que très peu d'actions. Ce dernier groupe disparut sans déclaration formelle de dissolution après l'arrestation de ses derniers dirigeants en liberté.

## Histoire

### La division d'ETA
En août 1973, lors d'une assemblée organisée à Hasparren, Euskadi Ta Askatasuna (ETA), un affrontement eut lieu entre deux secteurs spécialisés existant au sein de l'organisation, le Front militaire et le Front ouvrier. Le Front militaire regroupait les militants pratiquant la lutte armée contre le régime franquiste tandis que la Front ouvrier regroupait les militants effectuant un travail politique ou syndical clandestin. Ce dernier accusait le premier de dominer tout l'appareil. Ces deux secteurs connurent d'importantes dissensions en 1973 et 1974.
Certaines actions réalisées par le Front militaire, qui n'avaient pas été organisées avec l'accord du Front ouvrier, comme l'assassinat de l'amiral et président du Gouvernement Luis Carrero Blanco en décembre 1973, provoquèrent une forte répression du régime franquiste contre les membres du Front ouvrier. À l'été 1974, une partie importante du Front ouvrier, notamment située en Guipuscoa, abandonnèrent l'organisation pour fonder le parti Langile Abertzale Iraultzaileen Alderdia (LAIA).
Un autre événement éloignant le Front Militaire du reste de l'organisation fut l'attentat de la cafétéria Rolando, à Madrid, le 13 septembre 1974. Une bombe tua une douzaine de clients. Il est à signaler qu'ETA ne revendiqua jamais cette action.
Par la suite, une nouvelle assemblée fut organisée au cours de laquelle la direction d'ETA proposa une réorganisation afin d'établir une nouvelle relation entre ses fronts. Au sein de la direction, devrait exister une structure unique politico-militaire à laquelle seraient soumis les fronts, ceux-ci ayant un fonctionnement autonome dans leur champs respectif. La majorité du Front Militaire s'opposa à cette structure organisationnelle et défendit le fait que la lutte armée devait être complètement séparée de la lutte de masses.
Ainsi, en octobre 1974, la séparation entre les deux courants d'ETA était consommée : d'un côté, une branche politico-militaire, formée par la majeure partie de la direction, les militants du Front ouvrier et la majorité des militants (les « polimilis ») ; d'un autre côté, une branche militaire, formée par la majorité des membres du Front militaire (les « milis ») et dirigée par Argala.
ETA militaire adopta, à partir de ce moment, une stratégie d'affrontement armée contre l'État, en agissant contre l'armée, les Forces de Sécurité, les collaborateurs, etc. Tandis qu'ETA politico-militaire voulait plus s'impliquer dans les activités politiques (grèves, formation de partis et syndicats, etc.), sans renoncer à la lutte armée. Pour cette dernière, ETA-pm forma les Komando bereziak ("Commandos spéciaux"), chargés d'exécuter les actions violentes. La lutte armée devant être subordonnée à la direction politique.

### ETA-pm jusqu'à la mort de Franco (octobre 1974 - novembre 1975)
Durant l'année passée entre la scission d'ETA (octobre 1974) et la mort de Francisco Franco (20 novembre 1975), ETA politico-militaire est l'organisation armée majoritaire au sein de l'indépendantisme basque.
La première victime mortelle d'ETA-pm et la première mort d'un militant au combat eurent lieu le même jour, le 29 octobre 1974. La veille, la Garde civile avait arrêté un membre d'ETA et avait obtenu de lui l'information selon laquelle une rencontre était prévue le 29 octobre entre ce militant et un autre, Ignacio Iparraguirre, dans un bar de Pasaia. Un sergent et un garde civil se rendirent au bar pour vérifier la véracité de l'information obtenue. Ils y trouvèrent un individu suspect qu'ils tentèrent d'interpeller. Une fusillade éclata où le militant d'ETA, Ignacio Iparraguirre, ainsi que le sergent, Jerónimo Vera García, trouvèrent la mort,.
À la fin de cette année 1974, les berezis (membres des "Commandos spéciaux") tuèrent deux gardes civils à Arrasate, le second lieutenant Luis Santos Hernández et l'agent Argimiro García Estévez. La police accusera Francisco Mujika Garmendia de cette action.
Au cours de l'année 1975, les attentats revendiqués par ETA-pm augmentèrent. Le 29 mars, ETA-pm tua José Díaz Linares, sous-inspecteur de la Brigada Político-Social de Saint-Sébastien et, le 22 avril, l'organisation tua le policier José Ramón Morán, auteur des tirs ayant abattu l'historique chef d'ETA Eustakio Mendizabal, Txikia.

#### L'état d'exception
Le 24 avril, au cours d'un affrontement avec les forces de l'ordre dans le quartier Ergobia d'Astigarraga (faisant alors partie de Saint-Sébastien), le militant d'ETA-pm Mikel Gardoki trouva la mort. Au même moment, le dirigeant de l'organisation, Juan Miguel Goiburu, Goiherri, fut arrêté. Les deux militants sortaient d'un bar où ils avaient eu une réunion. À la suite de ces événements, le gouvernement décréta, le 25 avril 1975, l'instauration de l'état d'exception en Bizkaia et Gipuzkoa.

#### La lutte antiterroriste, "El Lobo" et les arrestations massives contre ETA-pm
Parallèlement à la déclaration de l'état d'exception en avril 1975, des actions contre les biens et les personnes liés à ETA ou son entourage eurent lieu de la part de groupes anonymes, notamment dans le Pays basque français mais aussi sur le territoire espagnol. Ce furent les premières attaques du terrorisme post-franquiste qui se présenta, en juillet 1975, sous un premier nom : Anti Terrorismo ETA (Anti-terrorisme ETA, ATE). À ce moment, ces groupes ne menaient pas d'action mortelle mais franchiront ce pas quelques années après. Plus tard, des sources comme le général José Antonio Sáenz de Santa María confirmeront le fait que ces groupes étaient contrôlés par le Service central de documentation (SECED), les services secrets espagnols.
Pour le SECED, l'un des plus grands succès de ces années est l'infiltration d'un de ses agents à un poste de responsabilité au sein d'ETA-pm. Il s'agissait du jeune basque Mikel Lejarza, plus connu sous son nom de code El Lobo ("le loup"). Cette opération permit aux forces de l'ordre d'arrêter près de 150 militants d'ETA-pm pendant l'été 1975, y compris le chef des Komando bereziak, Iñaki Pérez, Wilson. Au cours de ces arrestations, trois militants d'ETA-pm furent tués et l'un des détenus, Juan Paredes Manot, Txiki, sera fusillé le 27 septembre 1975, lors des dernières exécutions du franquisme.
Ces arrestations démantelèrent les structures d'ETA politico-militaire en Espagne et affaiblirent l'organisation.

### La première année après la mort de Franco (novembre 1975 - décembre 1976)
Après la mort de Francisco Franco, le 20 novembre 1975, un important débat interne s'ouvrit au sein d'ETA politico-militaire autour de la direction que devait prendre l'organisation à la suite de la disparition du dictateur et l'hypothétique évolution que pourrait avoir le régime franquiste vers de nouvelles formes de gouvernement démocratiques.
ETA-pm essaye durant cette année d'établir sa future stratégie, qui inclurait non seulement des logiques militaires mais aussi politiques.Parallèlement, elle menait une campagne de financement afin de supporter la stratégie à venir à travers des braquages, des séquestrations et des campagnes d'extorsions de fonds qui touchèrent principalement les patrons basques. L'action la plus grave de cette campagne fut la séquestration et l'assassinat de Ángel Berazadi, unique assassinat revendiqué par ETA-pm durant cette période.
La principale figure politique d'ETA-pm était Eduardo Moreno Bergaretxe, Pertur, qui établit la stratégie de l'organisation à travers le texte Otsagabia. Dans ce dernier était proposée le dédoublement de l'organisation avec un parti politique légal, qui participerait au jeu électoral, et une organisation armée clandestine, dont le rôle serait d'être en arrière-garde afin de garantir l'activité politique. Pour autant, Pertur, ne put mener à terme ce débat puisqu'il disparut en 1976. Certains attribuèrent cette disparition à des rivalités internes bien qu'il semble plus probable d'y voir la main de l'extrême-droite franquiste. Mais le débat occasionna d'importantes discussions entre le secteur « politique » et le secteur « militaire », ce dernier n'étant pas partisan d'une soumission de l'activité armée à la future organisation politique.
En juillet 1976, le gouvernement espagnol changea. Le roi, Juan Carlos, nomma Adolfo Suárez comme nouveau président de ce gouvernement et celui-ci commença une série de réformes qui conduisirent à l'adoption de la loi pour la réforme politique en novembre, populairement appelé le harakiri des Cortes Franquistas. Peu avant, en septembre, ETA-pm avait célébré sa Septième Assemblée, où les thèses du disparu Pertur furent approuvées par la majorité des militants. À sa manière, ETA-pm décida donc d'entrer dans le jeu de la Transition démocratique espagnole.

#### La campagne de financement d'ETA-pm
Pendant les premiers mois de 1976, ETA-pm se consacra à une campagne d'impôt révolutionnaire ainsi qu'à la séquestration de plusieurs industriels basques afin de financer ses activités, justifiant de ces séquestrations par l'exploitation du capital sur la classe ouvrière. La première victime d'une séquestration fut l'industriel Francisco Luzuriaga mais il fut libéré rapidement en raison de son état de santé et cette action ne fut connue qu'au moment de la publication d'un communiqué d'ETA-pm.
L'économiste José Luis Arrasate, dirigeant de l'entreprise familiale Forjas de Bérriz, fut également séquestré dans sa maison de Berriz (Bizkaia) le 13 janvier 1976. Il semblerait qu'au départ, l'objectif était plutôt d'enlever son père, propriétaire de l'entreprise, mais son fils accepta de prendre sa place. Arrasate fut libéré le 18 février après que sa famille ait payé la somme demandée par ETA-pm.

#### La séquestration d'Ángel Berazadi
Le 18 mars 1976, l'industriel Ángel Berazadi, directeur de l'entreprise SIGMA à Elgoibar, fut enlevé par un commando d'ETA-pm alors qu'il sortait de l'entreprise pour se rendre chez lui. L'organisation demanda la somme de 200 millions de pesetas (l'équivalent de 1,2 M€) à sa famille pour le libérer. Mais celle-ci ne pouvait disposer de cette somme et arriva à un accord pour payer 50 millions de pesetas. Pour autant, la libération n'arriva pas. Dans la matinée du 8 avril 1976, le corps d'Ángel Berazadi est retrouvé, une balle dans la nuque, sur la route de l'Alto de Azkarate, entre Elgoibar et Azkoitia.
L'assassinat de Berazadi causa une grande émotion dans les sociétés basque et espagnole mais aussi parmi les sympathisants et l'organisation armée. En effet, Berazadi était connu pour être proche du Parti nationaliste basque, soutien des ikastolas et n'avait pas une mauvaise réputation auprès des travailleurs de son entreprise.
Certaines sources rapportèrent que la décision d'assassiner Berazadi était une décision autonome du commando, encerclé par la Garde civile et sans nouvelle de l'accord passé entre la direction de l'organisation et la famille de l'industriel. D'autres sources, quant à elles, rapportèrent que la décision de tuer ou libérer Berazadi avait été soumise à un vote de la direction d'ETA-pm : le secteur militaire, composé de trois personnes, et dirigé par Eugenio Etxebeste, aurait été partisan d'une démonstration de force ; tandis que le secteur politique, également composé de trois personnes, dirigé par Pertur, était partisan d'accepter al proposition de la famille. Toute la journée, plusieurs votes furent proposés et aboutirent tous à une égalité parfaite. Finalement, en fin de journée, un des partisans de tuer Berazadi s'abstint, permettant à la décision de libération d'être prise mais l'information ne serait pas arrivée à temps au commando qui procéda à l'exécution de l'industriel.

#### La disparition dePertur
Voir aussi : Eduardo Moreno Bergaretxe
Le leadership idéologique de ETA politico-militaire fut pris par Eduardo Moreno Bergaretxe, surnommé Pertur. On considère que c'est lui qui a défini les bases idéologiques de ce que fut ETA-pm.
Pertur fut aperçu pour la dernière fois le 23 juillet 1976 à Saint-Jean-de-Luz en compagnie de Apala et Pakito, deux membres des commandos armés de l'organisation, après s'être rendu à une rencontre avec une personne n'étant jamais venue. La disparition de Pertur fut revendiquée par un groupe appelé Triple A, un des sigles utilisés alors par des groupes d'extrême-droite ou parapoliciers, puis, plus tard, par un autre groupe appelé Batallón Vasco Español, qui affirma qu'il avait assassiné et enterré le corps dans un village de Navarre. À l'heure d'aujourd'hui, le corps de Pertur n'a toujours pas été retrouvé et le dossier judiciaire n'a pas été résolu.
L'information selon laquelle Pertur fut en réalité victime d'un règlement de comptes interne à l'organisation fut largement diffusée au sein de l'opinion, argumentant notamment du fait que des écrits de Pertur dénonçaient les attaques dont il avait été victime et le fait qu'il ait été vu avec deux opposants internes, Apala et Pakito. Cette version fut appuyée par le fait que plusieurs membres importants des Komando Bereziak de l'organisation, dont Eugenio Etxebeste, rejoignirent les rangs d'ETA militaire quelque temps plus tard.
Pour d'autres, l'affaiblissement de Pertur au sein de l'organisation aurait pu permettre à des groupes d'extrême-droite espagnols ou néofascistes italiens, sous la direction des services secrets espagnols, d'assassiner le militant basque. Il a également été suggéré l'idée que l'enlèvement de Pertur avait pour but de l'échanger avec deux inspecteurs espagnols enlevés le 4 avril 1976, à Hendaye, enlèvement dont les autorités espagnoles pensaient qu'il était l’œuvre d'ETA-pm. Pour autant, les cadavres des deux policiers, Jesús María González Ituero et José Luis Martínez Martínez, furent retrouvés le 18 avril 1977, sur une plage d'Anglet, portant des traces de torture. Mais l'autorité de ces meurtres ne fut jamais découverte.
En novembre 2008, les parents de Pertur demandèrent que le dossier soit rouvert par l'Audience nationale espagnole mais le juge Fernando Andreu, après enquêtes, décida de le classer comme « cas non résolu. »

#### La Septième Assemblée
En septembre 1976, ETA politico-militaire tint une assemblée, connue sous le nom de Septième Assemblée. Lors de celle-ci fut approuvée la motion politique Otsagabia rédigée par Pertur, déjà disparu.
Une des décisions les plus importantes prises par cette assemblée fut la constitution d'un parti politique légal de caractère ouvrier, socialiste et abertzale. Cela répondait à un besoin de dédoubler l'organisation : une organisation armée clandestine et un parti politique légal. Le projet organisationnel réservait au parti politique le rôle dirigeant du mouvement tandis que l'organisation armée devait fonctionner comme un appui du projet politique. Le parti ne devait pas avoir de liens organiques, du moins officiellement, avec l'organisation armée.
Le résultat de cette décision fut la création du parti Euskal Iraultzarako Alderdia ("Parti pour la révolution basque", EIA), qui fut officiellement présenté à Abanto-Zierbena (Bizkaia) en avril 1977. EIA, aux côtés d'Euskadiko Mugimendu Komunista (EMK) et de candidats indépendants, formèrent la coalition électorale Euskadiko Ezkerra pour se présenter aux élections générales de 1977. La coalition obtint deux élus, un député, Francisco Letamendia, et un sénateur, Juan María Bandrés, tous les deux pour la province de Gipuzkoa.

### Une trêve non déclarée (décembre 1976 - mai 1977)
Lors de la période située entre l'adoption de la loi pour la réforme politique en novembre 1976 et les élections générales de juin 1977 (premières élections démocratiques en Espagne depuis la Seconde république), les deux branches d'ETA (militaire et politico-militaire) négociaient secrètement pour l'abandon de la lutte armée. La proposition du gouvernement espagnol d'ouvrir un processus de démocratisation permit de détendre la vie politique alors que les deux branches d'ETA vérifiaient avec attention les intentions du gouvernement d'approfondir ce processus démocratique. Durant cette période, il est possible de parler d'une trêve non-déclarée de la part d'ETA.
En novembre ou décembre 1976, eurent lieu à Genève (Suisse) les premiers contacts directs entre des représentants d'ETA-pm et du gouvernement espagnol. Un peu plus tard, ETA-m envoya un observateur à ces négociations. Les premiers contacts directs entre ETA-m et le gouvernement se produisirent à partir de février, à travers la médiation du journaliste José María Portell (plus tard assassiné par l'organisation basque).
Au cours de ces mois, une détente était visible. Ainsi, le Parti nationaliste basque apparut publiquement, le drapeau basque fut légalisé, les gouverneurs civils du Pays basque et de Navarre furent remplacés par d'autres au profil plus démocratique, les prisonniers n'ayant pas de délits de sang furent libérés, etc. Les revendications d'ETA politico-militaire étaient l'amnistie totale des prisonniers d'ETA, le contrôle des Forces de Sécurité de l’État et la légalisation de tous les partis politiques. De son côté, le gouvernement appuyait sur le fait que l'amnistie serait partielle et graduelle.
Pour autant, plusieurs événements allaient dans le sens contraire d'une détente, comme la mort de deux militants d'ETA-pm, Nicolás Mendizabal et Sebastián Goikoetxea, causée par la Garde civile lors d'un contrôle routier, à Itsaso (Gipuzkoa), le 9 mars 1977. Cet assassinat occasionna une forte réaction dans la société basque, notamment des grèves et des manifestations populaires. Le gouvernement espagnol tenta de calmer la situation en décrétant une seconde amnistie le 11 mars, celle-ci ne s'appliquant toujours pas aux « délits de sang. » Mais cela n'était pas suffisant et, le 13 mars, ETA-pm répondit à l'attaque. Un commando de l'organisation intercepta à Arrasate (Gipuzkoa) une voiture occupée par quatre gardes civils et la compagne de l'un d'entre eux, qui venaient de passer la nuit dans une salle des fêtes de la localité. Les militants tirèrent sur le véhicule, tuant le garde civil Constantino Gómez Barcia et blessant gravement un autre occupant. Cette action mit fin à la trêve tacite observée par les deux branches d'ETA durant les premiers mois de l'année. Pour autant, les conversations avec le gouvernement ne furent pas rompues. ETA-pm proposa une trêve jusqu'au 24 mai (début de la campagne électorale), conditionnée par la légalisation de tous les partis politiques abertzales et la libération de tous les prisonniers d'ETA.
Un autre incident important eut lieu le 28 avril, avec la mort lors d'une fusillade d'un sergent de la Garde civile à Tolosa (Gipuzkoa). Un commando d'ETA-pm attaqua la succursale de la Banque hispano-américaine dans une opération parfaitement organisée, après la séquestration du directeur de l'agence pendant qu'il se rendait sur son lieu de travail. À la suite du braquage, alors que la Garde civile réalisait les constatations d'usage, une seconde tentative de braquage eut lieu, de la part d'un autre groupe (probablement appartenant à ETA). La fusillade déclenchée occasionna la mort du sergent Antonio Galán Aceituno.
Pendant cette période, le gouvernement accepta partiellement les demandes d'ETA-pm, notamment après d'importantes mobilisations. Ainsi, sur le sujet de l'amnistie, face au blocage du gouvernement, une seconde semaine pro-amnistie fut déclarée le 8 mai avec des grèves, mobilisations et manifestations en Pays basque et en Navarre afin d'obtenir l'amnistie totale. De graves incidents eurent lieu entre les manifestants et la police : cinq personnes trouvant la mort en raison de tirs policiers. Cette réaction contribua à tendre encore la situation. Finalement, le 20 mai, le gouvernement signa un décret d'amnistie totale afin de permettre la libération des 27 derniers prisonniers d'ETA. Ceux condamnés au cours du Procès de Burgos furent extradés tandis que les autres furent progressivement libérés. Le dernier d'entre eux, Añat Galarraga, sera libéré en décembre 1977.
Les partis abertzales considérés comme les plus modérés furent légalisés : Action nationaliste basque, Parti socialiste basque ou Euskal Sozialistak Elkartzeko Indarra. Le bras politique d'ETA-pm, Euskal Iraultzarako Alderdia (EIA), bien que n'étant pas légal, décida de se présenter aux élections au sein de la coalition Euskadiko Ezkerra. D'autres organisations plus radicales, comme Langile Abertzale Iraultzaileen Alderdia (LAIA), Euskal Herriko Alderdi Sozialista (EHAS) ou d'autres plus petites, parties prenantes de la Koordinadora Abertzale Sozialista, décidèrent de boycotter les élections car tous les prisonniers n'avaient pas été libérés et tous les partis n'étaient pas légalisés.
Si les avancées obtenues furent considérées suffisantes par la direction d'ETA politico-militaire afin de maintenir la trêve, ce ne fut pas le cas de tout le monde. Ainsi, les berezis (membre des "commandos spéciaux" de l'organisation), en opposition à leur direction depuis la séquestration d'Ángel Berazadi, déclarèrent en mai leur rupture définitive avec ETA-pm, qu'ils qualifièrent de liquidateurs de la lutte armée et décidèrent de rejoindre ETA militaire. Cette dernière organisation, qui avait participé aux conversations avec le gouvernement et décidé une trêve jusqu'au 15 mai, considéra que le gouvernement n'avait pas répondu aux attentes et déclara la trêve rompue. Le 18 mai, un commando composé d'anciens berezis exécuta un agent de police à Saint-Sébastien.

### ETA-pm durant la Législature Constituante (juin 1977 - mars 1979)

Logo de la coalition Euskadiko Ezkerra (EE) soutenue par ETA-pm lors des élections de 1977

#### Les élections du 15 juin 1977
Le mercredi 15 juin 1977 eurent lieu les premières élections démocratiques en Espagne depuis 1936. ETA politico-militaire avait demandé, la veille, le vote pour Euskadiko Ezkerra, tandis qu'ETA militaire et les berezis avaient fait campagne pour le boycott des électeurs basques. Ils avaient également critiqué la position d'ETA-pm de ne pas se joindre à cet appel au boycott.
Le grand vainqueur des élections fut le président du gouvernement, Adolfo Suárez à la tête de la coalition gouvernementale Union du centre démocratique (UCD) et qui obtint une large majorité pour continuer de gouverner et approfondir les réformes mises en œuvre.
Dans le panorama politique basco-navarrais, une confrontation eut lieu entre les forces favorables à l'autonomie basque, principalement le Parti socialiste d'Euskadi et le Parti nationaliste basque, avec d'autres forces moins importantes, et celles opposées à cette autonomie, comme l'UCD ou Alianza popular. Les électeurs choisirent clairement le premier camp avec 17 députés contre 8 pour le second et 10 sénateurs contre 5. En revanche, en Navarre, l'UCD s'imposa nettement.
Dans ce contexte très polarisé et avec le boycott appelé par ETA militaire et plusieurs groupes de la gauche indépendantiste, Euskadiko Ezkerra obtint un résultat honorable avec un siège de député et un siège de sénateur, tous les deux dans la province de Gipuzkoa. Ce résultat confirma la démarche initiée par EE et ETA-pm de continuer dans la voie politique.

#### Les "berezis" et l'assassinat de Ybarra
Le 20 mai 1977, le banquier, industriel, ancien maire de Bilbao et ancien président de la Députation de Bizkaia, Javier Ybarra Bergé, âgé de 64 ans, fut séquestré à son domicile de Getxo. L'action fut revendiquée par ETA-pm qui demanda une rançon d'un milliard de pesetas (environ 6 millions d'euros), une somme énorme pour l'époque. Ybarra était l'une des personnes les plus connues de la classe traditionnelle patronale et industrielle de Bizkaia, communément appelée "l'oligarchie de Neguri".
La séquestration d'Ybarra coïncida avec la campagne électorale pour les élections générales en Espagne. Rapidement, les suspicions s'orientèrent vers les berezis d'ETA-pm, alors en confrontation interne avec la direction de leur organisation et en dehors du contrôle de cette dernière. Tandis que la famille Ybarra tentait de mobiliser des fonds pour payer la rançon, Miguel Ángel Apalategui, Apala, considéré comme le chef des berezis fut arrêté à Hendaye le 2 juin. Le délai pour le paiement de la rançon fut progressivement retardé, jusqu'au 18 juin, mais celle-ci ne fut jamais payée. Le 20 juin, un communiqué annonça la mort de Javier Ybarra, son cadavre étant retrouvé deux jours plus tard près de l'aire d'autoroute de Barázar (Bizkaia).
L'assassinat d'Ybarra fut le premier après les résultats des élections et fut condamné par tous les partis politiques espagnols, y compris ceux de l'opposition.
Les berezis, partiellement décapités par l'arrestation d'Apalategui, continuèrent plusieurs mois à agir de manière autonome avant d'intégrer ETA militaire, avec qui des ponts avaient été tendus. L'annonce fut donnée par un communiqué d'ETA-m, en septembre, celui-ci annonçant la réunification des deux branches d'ETA en une seule. Cela était le point de vue des berezis, qui avaient décidé de l'expulsion de la direction d'ETA-pm de l'organisation quelques mois auparavant, tandis que ladite direction estimait que les berezis avaient été exclus par elle.
L'annonce de cette union coïncida avec le premier numéro du journal abertzale Egin.

#### Activité d'ETA-pm après les élections (fin 1977)
Pendant la Législature constituante d'Espagne (1977-1979), ETA-pm passa au second plan en initiant des actions moins spectaculaires et violentes que ses homologues d'ETA militaire. Cela peut s'expliquer par deux éléments : le départ des berezis laissant l'organisation sans commandos bien préparés et équipés, ce qui réduisait considérablement sa capacité à réaliser des attentats et l'obligea à se réorganiser afin de disposer de nouveaux commandos opérationnels ; et la démarche politique et stratégique d'ETA-pm de maintenir une action de basse intensité ou, comme cela était appelé par l'organisation, de caractère défensif.
Durant près d'un an, les poli-milis s'abstinrent de commettre des attentats mortels et ses principales actions violentes se limitaient à attaquer des propriétés et domiciles de patrons qui connaissaient des conflits avec leurs travailleurs. ETA-pm réalisait également des interruptions d'émissions audio-visuelles et diffusait des communiqués.
Quelques jours après l'annonce des berezis de rejoindre ETA-m, début octobre, ETA-pm diffusa un communiqué dans lequel l'organisation annonçait la suspension temporaire de l'impôt révolutionnaire et le passage à un second plan de sa lutte armée. Peu de temps après, dans un autre communiqué, ETA politico-militaire critiquait ETA militaire pour l'assassinat du président de la députation de Bizkaia et des deux gardes civils qui l'accompagnaient. Il s'agissait de la première critique d'une des branches d'ETA à une autre branche pour un attentat.
Les mois suivants, ETA-pm continua sans réaliser d'action importante tandis que, dans le même temps, le parti EIA soutenait la formation du Conseil général basque, organe pré-autonomique basque, et le gouvernement espagnol libérait Francisco Aldanondo Badiola, le dernier prisonnier d'ETA-pm.
Les observateurs oscillaient entre deux positions : soit ETA-pm disparaissait progressivement de la vie politique, soit l'organisation se réarmait. Pour appuyer leurs dires, les défenseurs de cette dernière position pointait le vol de 264 armes dans une usine d'Elgoibar. D'autres sources pointait la responsabilité d'ETA militaire dans cette action.

#### ETA-pm en 1978
Début 1978, Euskal Iraultzarako Alderdia (EIA), le bras politique d'ETA politico-militaire, est finalement légalisé en tant que parti politique après avoir modifié ses statuts.
Entre les élections de 1977 et août 1978, ETA-pm ne commit aucun attentat mortel, en dehors de celui de Javier Ybarra commis par les berezis ; dans le même temps, ETA-m exécuta près de 30 personnes.
Pourtant, à la fin du mois d'août 1978, ETA-m abandonna son action de basse intensité. Sa première victime fut l'inspecteur de police Alfonso Estevas, tué par balles à Fontarrabie (Gipuzkoa) le 28 août. ETA-pm revendiqua cet attentat en réponse à l'attaque revendiquée par la Triple A, commis en juillet au Pays basque français, contre l'ancien militant d'ETA Juan José Etxabe, ancien négociateur au moment des discussions entre ETA-pm et le gouvernement, et sa compagne, Rosario Arregui. Tandis qu'Etxabe était gravement blessé, Rosario Arregui perdit la vie. ETA-pm annonça une offensive contre les forces de l'ordre espagnoles mais ne commit pas d'autres attentats mortels durant cette année.
En octobre, ETA-pm annonça le début d'une nouvelle campagne d'attentats consistant à tirer dans les jambes des patrons créant des conflits syndicaux. Au cours de cette campagne, des actions comme la séquestration du directeur général de l'usine Michelin de Lasarte (Gipuzkoa), le français Georges Roucier, le 5 février 1979. Après avoir été retenu une heure, il fut libéré après un tir dans une jambe. D'autres personnes connurent le même procédé : le 14 février, le directeur de l'entreprise Arregui Constructores de Barakaldo, Jesús Molero Guerra, ou encore Victorio Magdaleno, le chef de la délégation Citroën à Ordizia.
En novembre 1978, la police arrêta dix militants d'ETA-pm, désarticulant deux commandos.

#### La campagne anti-nucléaire
À partir de fin 1977, l'entreprise électrique Iberduero ainsi que d'autres acteurs (comme l'administration publique) engagés dans la construction de la centrale nucléaire de Lemoiz et d'autres projets d'énergie nucléaire prévus au Pays basque et en Navarre devinrint des objectifs directs d'ETA politico-militaire comme d'ETA militaire et des Commandos autonomes anticapitalistes. Ces organisations rejoignaient ainsi un fort mouvement populaire et avaient pour objectif, avec leurs actions armées (attentats et séquestrations), d'affaibilir l'entreprise et ainsi le développement du nucléaire. ETA-pm ne tua personne au cours de cette campagne, contrairement à ETA-m. Le projet de centrale nucléaire fut finalement abandonné.
Parmi d'autres actions, il est possible de relever, les 20 et 21 mars 1978, plusieurs attentats contre des installations d'Iberduero, la destruction d'une tour de communication à Albiztur (Guipuscoa), deux attentats contre la centrale thermique de Santurtzi et le sabotage d'un bateau de l'entreprise amarré au port de Bilbao. L'attentat contre la tour de communication fut revendiqué par ETA-pm.
Le 6 juin, toujours dans le cadre de cette campagne, ETA-pm séquestra à Pampelune le délégué de l'industrie en Navarre, Ignacio Astiz, en représailles à la mort, trois jours avant lors d'une manifestation à Tudela (Navarre), de la militante écologiste Gladys del Estal. Le fonctionnaire fut libéré le 11 juin.

#### Les élections générales de 1979
Pour les élections générales de 1979, les listes de la coalition Euskadiko Ezkerra, considérée comme le bras politique d'ETA politico-militaire, inclurent d'anciens militants de cette organisation qui avaient été condamnés à mort durant le Procès de Burgos (1970) puis amnistiés et extradés en 1977, peu avant les précédentes élections. Il s'agit de Mario Onaindia, Xabier Izko de la Iglesia, Teo Uriarte et Javier Larena.
Dans le même temps, une autre coalition issue de la gauche indépendantiste basque se présenta à ces élections, Herri Batasuna, considérée comme proche d'ETA militaire. Aux côtés de formations politiques ayant appelé au boycott des précédentes élections ou qui y participèrent de manière indépendante, Herri Batasuna regroupait des candidats ayant participé à la précédente liste d'Euskadiko Ezkerra et en désaccord avec les positions d'EIA et EMK (les deux partis principaux de la coalition) concernant le régime pré-autonomie, notamment l'ancien député Francisco Letamendia. De plus, EMK ne participa à aucune des deux coalitions pour ces élections.
Au cours de la campagne électorale, ETA-pm séquestra, le 20 février, un dirigeant de l'entreprise Michelin de Vitoria, Luis Abaitúa. À ce moment, un conflit important existait au sein de l'entreprise entre la direction et les travailleurs, ETA-pm menaça de tuer Abaitúa si des négociations ne s'ouvraient pas. Finalement, le 1er mars, jour des élections, après avoir été retenu dix jours, Luis Abaitúa fut libéré, ETA-pm considérant que ses objectifs avaient été atteints.
L'analyse du résultat des élections pouvaient déboucher sur un point fort et un point faible pour Euskadiko Ezkerra. D'un côté, sa position au sein de l'électorat basque avait été consolidée, le nombre de votes ayant été augmenté avec plus de 85 000 suffrages et la conservation d'un député au Congrès. Mais, de l'autre côté, dans la confrontation interne à la gauche indépendantiste basque, Herri Batasuna remportait la partie en obtenant deux fois plus de votes qu'EE ainsi que deux députés supplémentaires. Certains analystes extrapolaient ces résultats électoraux au soutien reçu par les deux organisations armées, ETA politico-militaire et ETA militaire.

### ETA-pm durant la Première législature: la campagne «Avec le Statut, les prisonniers à la maison» (mars 1979 - décembre 1979)

#### La première campagne d'attentats contre des intérêts touristiques et la séquestration de Cisneros
Les élections générales de 1979 donnèrent lieu, au niveau national, à une large victoire d'Adolfo Suárez et de sa coalition de l'Union du centre démocratique. ETA-pm inaugura le début de cette Ire législature d'Espagne avec le vol, dans la nuit du 5 mars, d'une tonne de goma-2 dans l'armurerie Arana, située dans la banlieue de Pampelune et qui vendait des explosifs pour les mines navarraises. Pour cette action, le commando immobilisa une fourgonnette puis le gardien du site ainsi que sa famille. Aucune victime ne fut à déplorer au cours de cette attaque, bien que la presse a essayé de lier celle-ci avec la mort mystérieuse de Pedro Esparza Urroz, un employé de l'armurerie Arana, mort poignardé à Pampelune dans la nuit du 27 février. Les explosifs volés cette nuit-là servient aux actions d'ETA-pm dans les mois suivants.
Le 20 mars, la police arrêta le commando d'ETA-pm responsable de la séquestration de Luis Abaitúa, entre autres actions.
Du 27 juin au 4 juillet 1979, ETA-pm commit treize attentats à la bombe contre différents sites touristiques situés sur les côtes méditerranéennes espagnoles. Avant cela, le 24 juin, l'organisation posa un explosif puissant contre le sanctuaire de Torreciudad, propriété de l'Opus Dei. Cette campagne d'attentat contre les sites touristiques avaient pour objectif d'abimer l'image de l'Espagne à l'extérieur ainsi qu'attaquer une des principales sources de revenues du pays. Cette campagne avait également pour but de mettre la pression au gouvernement afin qu'il accepte le Statut d'autonomie du Pays basque tel qu'il avait été négocié entre les partis basques et pour lier ce processus d'adoption du statut à la concession d'une amnistie pour les prisonniers basques ou, au moins, d'un rapprochement de ceux-ci au Pays basque, puisqu'ils étaient alors incarcérés à la prison de Soria. La campagne avait également pour objectif le retrait des forces de l'ordre espagnoles stationnées au Pays basque. Le slogan "Avec le Statut, les prisonniers à la maison" apparut au cours des manifestations auxquelles participaient les militants et sympathisants d'Euskadiko Ezkerra. Il fut adopté par ETA politico-militaire pour nommer cette campagne d'attentats.
Au cours de ces actions, des appels étaient émis par l'organisation afin de prévenir de l'explosion imminente d'une bombe, ne causant ainsi que des dégâts matériels, en dehors de deux touristes belges blessés par un explosif sur une place de Marbella, le 30 juin. Une baisse du nombre de touristes fut constatée, affectant l'économie espagnole.
Le 3 juillet, ETA-pm tenta de séquestrer, à Madrid, le député UCD Gabriel Cisneros, un des auteurs de la Constitution espagnole de 1978. ETA-pm souhaitait échanger Cisneros contre plusieurs prisonniers d'ETA-pm gravement malades. Mais Cisneros échappa à l'attaque, bien qu'il reçut un impact de balle dans l'estomac et dans la jambe gauche. Sérieusement blessé, il survivra cependant.
Au milieu du mois de juillet, le Parti nationaliste basque et l'Union du centre démocratique signèrent un accord politique permettant de débloquer le dossier du Statut d'autonomie du Pays basque, avec le soutien de la majorité des forces politiques basques, notamment Euskadiko Ezkerra et Euskal Iraultzarako Alderdia (EIA). Le 27 août, la date du référendum pour approuver ce statut fut fixé au 25 octobre 1979.
Malgré cela, ETA-pm continua sa campagne d'attentats en initiant une seconde phase et, le 29 juillet, un triple attentat à Madrid tua six personnes et en blessant une centaine lors d'une attaque coordonnée contre différentes infrastructures de transports : l'aéroport de Barajas, les stations de train de Chamartín et d'Atocha. ETA-pm assuma cette attaque, annonçant qu'elle avait prévenu les autorités mais ces dernièrent affirmèrent le contraire. Cette action, la plus mortelle de l'histoire d'ETA-pm, fut durement critiquée y compris par des secteurs proches de l'organisation (dont le parti EIA) et provoqua la suspension de la campagne. Pour autant, des actions eurent de nouveau lieu, le 15 septembre avec une voiture piégée contre une patrouille de la police à Saint-Sébastien, blessant gravement trois agents ; le 26 septembre, avec une bombe déposée dans une caserne de la Garde civile à Barcelone ainsi qu'une autre bombe dans un tribunal municipal ; le 11 octobre, une tentative d'attentat contre la caserne de la Garde civile dans le quartier donostiarra d'Intxaurrondo mais les deux militants furent arrêtés et le commando fut désarticulé.
Le Ministère de l'Intérieur espagnol déclara publiquement qu'il y avait une crainte de voir une scission au sein d'ETA-pm, avec des partisans de continuer la lutte armée même en cas d'adoption du Statut d'autonomie.

#### Le référendum pour le Statut d'autonomie et l'attitude d'ETA-pm
Alors que le référendum était prévu pour le 25 octobre, Euskadiko Ezkerra fit partie des partis soutenant le « Oui », tout comme le Parti nationaliste basque, le Parti socialiste d'Euskadi, le Parti communiste d'Euskadi et d'autres petits partis. L'Union du centre démocratique soutenait également cette position mais ne prit pas part à la campagne unitaire. De son côté, Alliance populaire était l'unique parti d'importance appelant à voter « Non » tandis que Herri Batasuna et d'autres formations de la gauche indépendantiste, ainsi qu'ETA militaire, faisaient campagne pour l'abstention.
ETA-pm, comme son bras politique, soutenait publiquement le « Oui ». Ainsi, dans les jours précédents le référendum, l'organisation interrompit plusieurs émissions de TVE au Pays basque pour diffuser des communiqués en faveur de l'adoption du statut,,. Fin septembre, un groupe de prisonniers appartenant à ETA-pm réalisa une grève de la faim afin de soutenir cette position. Pour autant, celle-ci fut concurrencée par une autre grève de la faim d'autres prisonniers, essentiellement membres d'ETA militaire, opposés à ce statut. Les deux grèves de la faim s'interrompirent une fois le référendum passé.
Le référendum donna un résultat clair avec 90,29 % de votes favorables, malgré une participation de seulement 59,77 % du corps électoral.

##### La séquestration de Javier Rupérez

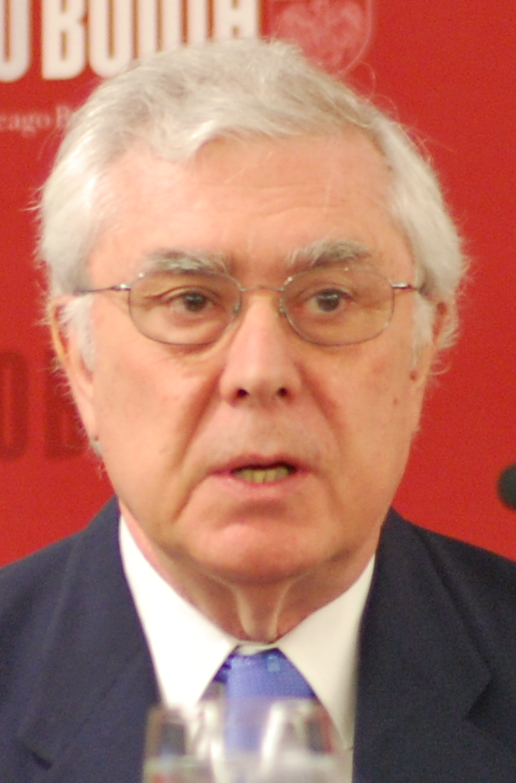
Javier Rupérez en 2010

Pour autant, le statut devait encore être ratifié au Congrès des députés et au Sénat où l'UCD et d'autres forces politiques peu favorables à celui-ci pouvaient encore le bloquer. C'est dans ce contexte qu'intervint la séquestration de Javier Rupérez, député d'UCD pour la province de Cuenca, permettant à ETA-pm d'annoncer une troisième phase à sa campagne, le 11 novembre 1979. Javier Rupérez, connu pour son engagement démocrate depuis le franquisme, n'était pas un homme politique de premier plan en dehors de sa fonction de député et son poste de secrétaire aux relations extérieures de l'UCD. C'est pourquoi il ne disposait pas d'escorte.
Deux jours après, ETA-pm demanda la libération de six prisonniers malades et la création d'une commission au sein du Conseil général basque pour enquêter sur la pratique de la torture de la part des forces de l'ordre espagnoles.
Au cours de la séquestration, le gouvernement comme la majeure partie des partis politiques, journaux et ambassadeurs étrangers demandèrent la libération de Rupérez, y compris le pape Jean-Paul II et l'Organisation de libération de la Palestine.
Après un mois de séquestration, le député Rupérez fut libéré le 12 décembre, le jour-même où le Sénat ratifiait le Statut et le faisait donc entrer en vigueur. Un des objectifs poursuivis par ETA-pm était donc atteint même si les demandes officielles n'avaient pas trouvé de réponse favorable, en tous cas au premier abord.
En 2001, le général José Antonio Sáenz de Santa María déclara que le gouvernement avait payé 200 millions de pesetas en échange de la libération de Rupérez. Pour autant, cette affirmation fut démentie par la famille d'Adolfo Suárez comme par Javier Rupérez lui-même. Juan María Bandrés, dirigeant d'Euskadiko Ezkerra, déclara, quant à lui, en 1985 que l'organisation armée n'avait obtenu aucun autre bénéfice qu'une campagne intense de propagande en sa faveur.

### ETA-pm à la suite de l'adoption du statut d'autonomie du Pays basque
Euskadiko Ezkerra, bras politique d'ETA politico-militaire, avait participé à la rédaction du Statut d'autonomie du Pays basque à travers la présence de tson député Juan María Bandrés à la commission chargée de le préparer. Par la suite, ce mouvement, tout comme ETA-pm avait fait campagne activement pour le « Oui » au référendum. Pourtant, l'entrée en vigueur de ce statut ne convenait pas entièrement à ETA-pm. En effet, l'exclusion de la Navarre du dispositif et certaines lois adoptées par le Congrès des députés faisaient considérer à l'organisation que le statut avait été dénaturalisé.
De plus, l'année 1980 vit plusieurs procès contre des membres d'ETA-pm ou des militants du parti Euskal Iraultzarako Alderdia (EIA).
Ainsi, Mario Onaindia, principal dirigeant d'EIA, était jugé par un conseil de guerre tandis que sa défense cherchait à faire passer son dossier à un tribunal civil. Onaindia était accusé pour des injures contre la Garde civile en raison d'un avis funéraire signé par EIA et publié dans un journal local en mars 1978 afin de commémorer la mort de deux membres d'ETA-pm, Nicolás Mendizabal et Sebastián Goikoetxea, morts lors d'un contrôle routier de la Garde civile à Itsaso (Gipuzkoa). L'utilisation du terme assassins (bien que le texte était en euskera et que la traduction était susceptible d'interprétation) fut considérée comme injurieuse contre la Garde civile.
Aussi, en janvier 1980, deux procès eurent lieu à l'Audience nationale. L'un contre un commando de cinq membres accusés de plusieurs vols commis à Eibar et en Bizkaia. Ce procès fut très suivi car il s'agissait du premier procès contre des militants d'ETA-pm depuis la libération de Javier Rupérez, quatre des cinq accusés furent condamnés à des peines de 4 ans et 8 mois de prison. L'autre procès concernait deux collaborateurs d'ETA-pm accusés de détention d'explosifs.
ETA-pm répondit à cette offensive judiciaire en organisant, pendant les procès, une évasion. Le 20 janvier 1980, trois prisonniers d'ETA-pm s'évadèrent de la prison de Martutene à Saint-Sébastien après avoir immobilisé plusieurs surveillants pour leur subtiliser leurs uniformes. L'évasion devait concerner sept prisonniers mais quatre furent arrêtés avant de pouvoir sortir de la prison.
Le 2 février, sur un chemin forestier d'Eibar, apparut le corps de Jesús María Zubikaray Badiola, habitant d'Ondarroa. Zubikaray avait été militant d'Euskadiko Ezkerra avant de se démarquer de cette organisation politique. Il avait été arrêté deux fois pour des liens supposés avec ETA-pm mais avait été libéré pour absence de preuves. Au moment de son assassinat, il était en liberté conditionnelle après avoir été arrêté pour de supposés liens avec un commando d'informations d'ETA militaire. Son assassinat fut revendiqué par le Batallón Vasco Español, une organisation d'extrême-droite.
Tout au long de cette période, ETA-pm réalisé plusieurs actions violentes sans commettre de dommages physiques.

#### Campagne contre l'UCD
Le 20 février 1980, ETA-pm réalisa une attaque conséquente à l'aide d'un lance-grenades contre l'héliport du Palais de la Moncloa, résidence du Président du Gouvernement, sans réaliser de dégâts importants. L'action fut révélée au cours d'une conférence de presse clandestine donnée par plusieurs militants de l'organisation, visage masqué, devant les médias basques. Lors de cette conférence, le début d'une campagne contre l'Union du centre démocratique fut annoncé, ce parti, alors au pouvoir, étant accusé de torpiller le Statut d'autonomie du Pays basque. Les revendications étaient les suivantes :
- Modification de plusieurs lois organiques de l'État qui entraient en conflit avec les compétences du statut ;
- Mise en marche des mécanismes prévus dans le statut pour organiser un référendum d'incorporation de la Navarre à la Communauté autonome basque alors que l'UCD avait prévu avec d'autres forces conservatrices et le Parti socialiste ouvrier espagnol de maintenir la Navarre en dehors du statut ;
- Retour des prisonniers politiques basques au Pays basque et leur libération ;
- Fin des mesures d'exception policières, retrait des forces de l'ordre espagnoles et remplacement de celles-ci par la Ertzaintza (police basque).

ETA-pm affirma publiquement que l'organisation n'abandonnerait pas la lutte armée tant que ces exigences n'étaient pas suivies. Dans le même temps, ETA-pm annonçait son soutien à la célébration des premières élections autonomiques au Pays basque, son soutien à la candidature d'Euskadiko Ezkerra et critiquait l'attitude d'ETA militaire qu'elle accusait de torpiller le processus électoral.
Le gouvernement espagnol répondit qu'il ne négocierait ni ne discuterait d'aucun de ces points avec l'organisation armée.
L'une des premières actions d'ETA-pm contre l'UCD fut le mitraillage du siège de ce parti dans la ville de Zumarraga (Gipuzkoa) alors que celui-ci était inoccupé.

#### Élections au Parlement basque
Au cours de la campagne électorale pour les élections au Parlement basque de 1980, l'unique action réalisée par ETA-pm fut la séquestration puis la libération après un tir dans le genou d'un industriel d'Alava, le 5 février. ETA-pm ne réalisa aucune autre action afin de ne pas intervenir dans la campagne politique d'Euskadiko Ezkerra, tout comme ETA-m ne réalisa pas d'action pour ne pas intervenir dans la campagne de Herri Batasuna.
Lors des élections célébrées le 9 mars, Euskadiko Ezkerra obtint 9,82 % des voix et 6 sièges au Parlement basque, devenant ainsi la quatrième force politique du pays.
Du 21 au 23 mars 1980, les forces de l'ordre espagnoles arrêtèrent 16 militants d'ETA-pm, soit plusieurs commandos (dont celui ayant séquestré Rupérez) et l'infrastructure de l'organisation dans les Asturies, le Levante et la Costa del Sol. Parmi les interpellés figurait Arnaldo Otegi.

### Le durcissement d'ETA-pm
À partir de la mi-1980, ETA-pm procéda à un durcissement de ses actions. En juin, l'organisation tenta de séquestrer le député UCD Eulogio Gómez Franqueira puis annonça une nouvelle campagne d'attentats contre des intérêts touristiques espagnols, alors que les observateurs pensaient qu'ETA-pm ne renouvellerait pas cette campagne à la suite de l'attentat de Madrid.
Pourtant, un saut qualitatif fut réalisé le 25 juin 1980 avec l'assassinat de Luis Hergueta Guinea à Vitoria-Gasteiz, directeur de l'usine Michelin de la ville. Il s'agissait d'une mesure de représailles en réponse aux nombreux conflits syndicaux dans les entreprises du groupe bien que les précédentes réponses consistaient en des séquestrations, des tirs dans les jambes ou des attentats contre des biens matériels.
D'autres assassinats eurent lieu, le 2 juillet, à Amurrio (Alava), Joaquín Becerra, un Andalou travaillant dans une entreprise de tubes et vivant depuis plus de 20 ans dans la commune. Sa famille était propriétaire de deux bars de la ville et c'est dans l'un d'entre eux qu'il fut tué. Aucun engagement politique ne lui était connu en dehors de son adhésion au syndicat socialiste UGT. Sa mort fut attribuée à ETA-pm bien que le mobile de celle-ci demeura inconnue.
Le 2 août, ETA-pm séquestra puis tua Mario González Blanco, un soudeur adhérent du syndicat communiste Comisiones Obreras. ETA-pm revendiqua cette action car elle avait des preuves de la participation de González Blanco dans la séquestration et l'assassinat de Jesús María Zubikaray par le Batallón Vasco Español. Le cadavre de González Blanco fut retrouvé à Eibar, non loin du lieu où avait été retrouvé le corps de Zubikaray quelques mois auparavant.
Le 6 septembre, à Alegría-Dulantzi, le capitaine de la Police nationale, Basilio Altuna fut assassiné. ETA-pm affirma que le policier avait des contacts avec l'extrême-droite et qu'il avait participé à la répression aux événements de Vitoria en 1976.
Les derniers attentats mortels commis par ETA-pm se dirigèrent contre l'UCD. Le 29 septembre, fut séquestré à son domicile de Vitoria-Gasteiz José Ignacio Ustarán Ramírez, membre de l'exécutif provincial du parti en Alava. Le 31 octobre, un autre membre de l'exécutif provincial du parti fut assassiné, cette fois en Guipuscoa, le professeur d'université Juan de Dios Doval. Ces actions, en plus d'autres réalisées par ETA militaire et les Commandos autonomes anticapitalistes tuèrent 5 membres de ce parti, créant un climent de peur au sein de celui-ci. Jaime Mayor Oreja, alors dirigeant régional d'UCD, affirma : « Ils nous chassent comme des lapins ».
Au début de 1981, la police estimait à 20 le nombre de militants clandestins d'ETA-pm tandis que l'organisation comptait environ 70 prisonniers politiques.

#### La séquestration de Luis Suñer
Le 15 janvier 1981, ETA-pm revendiqua la séquestration du célèbre industriel valencien Luis Suñer, capturé par un commando dans son bureau d'Alzira. Suñer était le propriétaire des entreprises Cartonajes Suñer et de la marque de glaces Avidesa, installées à Alcira. C'était un entrepreneur très connu et considéré comme l'une des plus importantes fortunes du pays, son nom ayant été publié parmi les plus gros contributeurs fiscaux d'Espagne. En raison de cela, la séquestration fut considérée comme le moyen d'obtenir une importante rançon. Elle dura trois mois, Suñer étant libéré le 14 avril 1981, sans que le montant d'une éventuelle rançon ne fut communiqué.

#### La séquestration de consuls
Le 20 février 1981, des commandos d'ETA-pm séquestrèrent les consuls d'Autriche et du Salvador à Bilbao, ainsi que le consul d'Uruguay à Pampelune. Il y eut également des tentatives contre les représentants du Portugal et de l'Allemagne de l'Ouest à Saint-Sébastien. Avec ces opérations, l'organisation souhaitait dénoncer devant l'opinion publique internationale « les graves atteintes contre les plus élémentaires droits démocratiques et nationaux » de la part du gouvernement espagnol,. Le 29 février, les consuls furent libérés après la publication par la presse des rapports d'Amnesty International et de la Commission des Droits Humains du Parlement sur les tortures en Espagne et les 18 diapositives sur l'état du corps de Joseba Arregi, mort après avoir subi d'importantes tortures.

### La trêve de 1981 et la scission de 1982
Au début de l'année 1981, ETA politico-militaire réaffirma la nécessité de sa lutte armée tant que ses revendications ne seraient pas satisfaites. Pour autant, un changement important intervint dans le positionnement de l'organisation. Le 23 février, une tentative de coup d'État mit en danger le jeune régime démocratique espagnol. Cela amena les dirigeants d'ETA-pm à estimer qu'un retour sur les différentes avancées démocratiques réalisées entre 1975 et 1981 étaient possibles. En conséquence, six jours après cet événement, ETA-pm décréta un cessez-le-feu inconditionnel.
Au cours de l'année, 90 personnes furent arrêtées pour leurs liens avec ETA-pm, désarticulant quatre commandos opérationnels et cinq commandos de renseignement.

#### Séquestration du docteur Iglesias Puga
Le décembre 1981, le gynécologue Julio Iglesias Puga, principalement connu pour être le père du chanteur célèbre Julio Iglesias, fut séquestré. Pendant cette séquestration, l'opinion publique pensait qu'il était aux mains de délinquants mais, au moment de sa libération, le 18 janvier 1982, par une action conjointe de la Police et de la Garde civile, l'information fut révélée que le médecin était retenu à Trasmoz (Province de Saragosse) par un commando d'ETA politico-militaire. La raison de cet enlèvement était économique, ETA-pm demandant 1 milliard de pesetas (environ 6 millions d'euros) pour le libérer tout en ne voulant pas mettre sa responsabilité en avant en raison du cessez-le-feu déclaré en début d'année.
À la suite de l'enquête déclenchée par cet enlèvement, la police découvrit à Erandio (Biscaye), une cache d'ETA-pm contenant cinq tonnes d'armes et d'explosifs. Les neuf personnes arrêtées furent accusées de nombreuses actions revendiquées par ETA-pm, comme les séquestrations de Luis Suñer, de Jesús Serra ou de Julio Iglesias Puga, le vol d'armes dans une armurerie d'Eibar, l'évasion de Carabanchel, des braquages au bazooka, etc.

#### Scission au sein d'ETA-pm
L'implication d'un commando d'ETA-pm dans une séquestration posa la question de savoir si l'organisation souhaitait poursuivre sa trêve. Avant cela, des rumeurs faisaient état de l'existence de sérieuses tensions au sein de l'organisation entre les partisans du maintien de la trêve et ceux qui souhaitaient y mettre fin.
Le 19 février 1982, la presse se fit l'écho d'une information transmise par le Parti nationaliste basque qui affirmait que, quelques jours auparavant, une assemblée d'ETA-pm avait décidé de rompre la trêve. Cette assemblée sera connue, plus tard, sous le nom de Huitième Assemblée.
Quelques jours après cette annonce, un an après la déclaration de la trêve, une conférence de presse fut organisée pour les médais basques au cours de laquelle un groupe de dirigeants d'ETA-pm annonça la division de cette organisation en deux secteurs : un secteur majoritaire partisan de la rupture de la trêve et donc de la poursuite de la lutte armée et un autre secteur, minoritaire, qui souhaitait continuer la trêve. Il est à noter que, parmi les dirigeants, les forces étaient plus équilibrées. Cette conférence de presse fut organisée par les dirigeants de la tendance minoritaire qui se dénommèrent membre d'ETA-pm Septième Assemblée. Sans annoncer un abandon immédiat des armes, ils se déclarèrent néanmoins en phase avec les positions d'Euskadiko Ezkerra de renoncer complètement à la lutte armée dans le nouveau contexte politique.
Le secteur majoritaire sera connu sous le nom d'ETA Huitième Assemblée, ou les huitièmes.

### Dissolution d'ETA-pm « Septième Assemblée»
À la suite de la scission de février 1982, des changements importants eurent lieu au niveau politique. En mars, eut lieu le congrès constitutif d'Euskadiko Ezkerra en tant que parti (c'était jusqu'alors une coalition) à travers l'union d'Euskal Iraultzarako Alderdia, un secteur du Parti communiste d'Euskadi dirigé par Roberto Lertxundi et des groupes de militants de différentes organisations (Euskal Sozialistak Elkartzeko Indarra, Euskadiko Mugimendu Komunista, Liga Komunista Iraultzailea et Parti socialiste d'Euskadi). Euskadiko Ezkerra préparait ainsi une nouvelle période de son histoire où elle ne servirait plus de bras politique à une organisation armée et s'éloignait donc des militants d'ETA-pm ayant décidé de continuer la lutte armée.
Fin juillet 1982, le gouvernement espagnol reconnut, à travers des déclarations de son ministre de l'Intérieur Juan José Rosón, que des négociations étaient ouvertes avec les militants d'ETA-pm "Septième Assemblée". Plus tard, l'information selon laquelle les intermédiaires entre l'organisation armée et le gouvernement étaient les dirigeants d'Euskadiko Ezkerra, Juan María Bandrés et Mario Onaindia, fut révélée. L'abandon de la lutte armée et l'autodissolution de l'organisation fut annoncée le 30 septembre 1982 au cours d'une conférence de presse à visages découverts.
Cette annonce, considérée comme la fin d'ETA-pm, arriva en même temps qu'un important changement politique puisque le Parti socialiste ouvrier espagnol gagna les élections un mois après.
Pour autant, si les militants ayant décidé d'abandonner la lutte armée pour rejoindre Euskadiko Ezkerra étaient nombreux, il n'en restait pas moins minoritaires au sein d'ETA-pm. Du côté des militants de la "Huitième Assemblée", le manque de soutien politique qu'exerçait jusqu'alors Euskadiko Ezkerra conduisit une grande partie d'entre eux, les milikis, à rejoindre ETA militaire qui devint ainsi simplement ETA.
En janvier 1985, le dirigeant principal de la tendance "Septième Assemblée", Joseba Aulestia, Zotza, fut gracié et put rentrer en Espagne. Son retour marquait la fin du processus de réinsertion d'environ 200 anciens militants d'organisations armées, majoritairement d'ETA-pm mais aussi d'ETA-m ou des Commandos autonomes anticapitalistes,.

### ETA-pm "Huitième Assemblée" (1982-1986)

#### L'abandon aux armes de ETA-pm (VII), la victoire du PSOE et la "voie Azkarraga"
Une partie des militants d'ETA-pm n'acceptèrent pas les mesures de "réinsertion" et décidèrent de continuer la lutte armée sous le nom d'ETA-pm "Huitième Assemblée" ou ETA-pm (VIII). Ils furent appelés les huitièmes.
Pour autant, dans les premiers mois, ils ne menèrent que peu d'actions et reçurent de durs coups de la par des forces de l'ordre espagnol. En avril 1982, un commando responsables de plusieurs bracages en Andorre fut démantelé, après leur jugement, ils choisirent d'être incarcérés en France, comme le permet la loi andorrane. Le même mois, la police française mena une opération à Bayonne où elle démantela un centre de formation d'ETA-pm. En mai, un commando chargé de structurer des opérations à Madrid dans le cadre de la Coupe du monde de football fut arrêté. Début juillet, quatre prisonniers d'ETA-pm furent blessés par des tirs d'un surveillant durant un transfert entre les prisons de Carabanchel et de Soria. Le gouvernement expliqua ces tirs par un accident.
Néanmoins, le 17 juillet, une trentaine de bombes fut déposée dans plusieurs villes du Pays basque et de Navarre notamment dans des édifices publics de Bilbao, Durango, Saint-Sébastien, Vitoria-Gasteiz ou Pampelune. 25 d'entre elles explosèrent et la police en désmorça quatre. Les attentats ne causèrent que des dommages matériels en dehors d'un blessé léger à Pampelune. Ces attentats furent revendiqués par ETA-pm qui menaça, quelques jours plus tard, d'une poursuite de la lutte armée si la Loi organique d'harmonisation du processus autonomique (LOAPA) était approuvée car l'organisation considérait qu'il s'agissait d'une attaque au Statut d'autonomie du Pays basque adopté en 1979.
Fin juillet, alors que les conversations entre ETA-pm (VII) et le gouvernement étaient rendues publiques, ETA-pm (VIII) publia un communiqué critiquant ces discussions et revendiquant la tentative d'attentat contre le patrouilleur de l'armée espagnole dans le port de Pasaia. Lorsque ETA-pm (VII) annonça son auto-dissolution, les prisonniers alignés sur les positions d'ETA-pm (VIII) déclarèrent une grève de la faim afin de protester contre le rôle joué par Euskadiko Ezkerra dans ce processus. Quelques semaines après, le Parti socialiste ouvrier espagnol (PSOE) obtint une victoire importante lors des élections générales. Les prisonniers abandonnèrent alors leur grève de la faim et l'organisation annonça un cessez-le-feu de cent jours pour observer le comportement du PSOE, laissant entendre qu'une trêve était possible.
Fin novembre, le délai pour accéder aux mesures de grâce négociées entre Euskadiko Ezkerra et le gouvernement était épuisé. À la suite de la libération des prisonniers politiques proches d'ETA-pm (VII), il restait 87 prisonniers d'ETA-pm dans les prisons espagnoles, tous proches d'ETA-pm (VIII). Certains d'entre eux ne demandèrent pas tout de suite leur accès aux grâces négociées avec le gouvernement mais devant la libération de leurs camarades, ils demandèrent la médiation du sénateur du Parti nationaliste basque, Joseba Azkarraga, devant le Défenseur du peuple pour que cette mesure soit prolongée.
Azkarraga négocia avec le nouveau ministre de l'Intérieur, José Barrionuevo, un nouveau projet ayant pour base la signature d'un document dans lequel le prisonnier ou le réfugié refusait la légitimité de la lutte armée pour pouvoir accéder à des mesures de grâce. En avril 1983, 43 prisonniers politiques basques avaient accédé à ce programme dont 25 proches d'ETA-pm (VIII). Dans les années suivantes, d'autres prisonniers de cette organisation rejoignirent ce programme.

#### Les séquestrations et l'apparition d'Auzolan
Fin 1982, il était clair qu'ETA-pm (VIII) était totalement séparée d'Euskadiko Ezkerra et que l'organisation cherchait à créer son propre bras politique pour matérialiser son soutien populaire. En parallèle, pour se structurer, elle avait besoin d'importantes quantités d'argent. C'est ainsi que plusieurs campagnes pour recueillir l'impôt révolutionnaire furent lancées fin 1982 - début 1983 ou encore que des séquestrations eurent lieu : l'industriel de Guipuscoa Saturnino Orbegozo, pour lequel la rançon avait été fixée à 200 millions de pesetas, il fut libéré le 1er janvier 1983 par la Garde civile alors qu'ETA-pm avait annoncé son exécution imminente ; ou encore, en janvier 1983, un autre industriel basque, Mikel Ignacio Echeverría, dont la famille paya la rançon.
En février 1983, des dissensions internes à ETA-pm (VIII) sont rendues publiques, opposant deux camps : les partisans d'un rapprochement avec ETA militaire et ceux partisans d'un abandon de la lutte armée.
En mars 1983, la coalition politique Auzolan fut formée par la Liga Komunista Iraultzailea (LKI), Langile Abertzale Iraultzaileen Alderdia (LAIA) et Nouvelle Gauche, une scission d'Euskadiko Ezkerra. Auzolan était également soutenu par Euskadiko Mugimendu Komunista. Pour la presse conservatrice espagnole, Auzolan était un « groupuscule abertzale scission d'Euskadiko Ezkerra » et une tentative de la part d'ETA-pm (VIII) de créer une vitrine politique. Mais cela fut rapidement démenti par la coalition, à travers par exemple les propos des membres de Nouvelle Gauche qui déclarèrent être opposés à la lutte armée mais aussi par ETA-pm (VIII) qui critiqua Auzolan, l'accusant de « tenter de reprendre une torche déjà éteinte ». Auzolan, malgré un score plus important qu'Euskadiko Ezkerra aux élections forales de Navarre, n'obtint aucune représentation au Parlement de Navarre et, lors des élections au Parlement basque de 1984, la coalition n'arriva pas à dépasser les 1 % des voix, ce qui amena à sa disparition.
En août 1983, ETA-pm (VIII) déposa une douzaine de bombes à Barcelone. Bien qu'aucune d'entre elles n'explosa, la police suspecta l'organisation basque de s'appuyer sur les indépendantistes catalans pour décider de l'emplacement de ces bombes, comme le montreraient des documents trouvés à Louvain (Belgique) en novembre de cette même année.

#### Séquestration et exécution de Martín Barrios
Le 6 octobre 1983, un commando d'ETA-pm séquestra le capitaine de pharmacie Alberto Martín Barrios à Bilbao. ETA-pm demanda, en échange de sa libération, à un acquittement pour les neuf personnes (8 Basques et 1 Catalan) jugées au même moment par un conseil de guerre du tribunal militaire de Lérida pour une tentative de vol d'explosifs de la caserne militaire de Berga. Plus tard, la revendication fut changée pour exiger la diffusion d'un communiqué de l'organisation sur les ondes de RTVE. Le 14 octobre, RTVE diffusa un résumé du communiqué, indiquant que le communiqué complet serait diffusé à la suite de la libération du militaire. Mais le 19 octobre, le corps de ce dernier fut retrouvé près de Galdakao (Biscaye).
Durant les treize jours que dura la séquestration de Martín Barrios, deux membres d'ETA militaire disparurent : "Joxean" Lasa et José Ignacio Zabala. Ces derniers furent retrouvés des années plus tard, enterrés dans de la chaux vive, dans la province d'Alicante. Au cours de cette période, le dirigeant d'ETA politico-militaire, José Mari Larretxea, connut une tentative d'enlèvement mais le commando de quatre policiers espagnols fut surpris, en flagrant délit, par des gendarmes français. Plusieurs enquêtes journalistiques avancèrent que ces actions de guerre sale, les premières des Groupes antiterroristes de libération, avaient pour objectif de localiser le corps du militaire. Aussi, ces enquêtes affirmaient que l'exécution de Martín Barrios fut une mesure de représailles devant la tentative d'enlèvement de Larretxea.
En novembre 1983, un commando d'ETA-pm fut arrêté sur une autoroute belge alors qu'il transportait des munitions. Cela démontra que l'organisation avait une structure en Belgique. À la fin de l'année, ETA-pm séquestra l'industriel de Guipuscoa, José Cruz Larrañaga, qui fut libéré après 11 jours et le paiement d'une rançon.

#### Lesmilikiset leur intégration à ETA militaire
Au début de l'année 1983, une nouvelle division eut lieu au sein d'ETA politico-militaire (Huitième Assemblée). L'organisation se sépara en deux secteurs, une officielle ou autonomiste, dirigée par l'historique Josu Abrizketa et un autre secteur, pro-KAS ou milikis, dirigée par le jeune Joseba Mikel Arrugaeta. Ces derniers étaient partisans à l'Alternative KAS et la convergence avec ETA militaire. Pour autant, cette division n'eut pas pour conséquence immédiate la scission officielle d'ETA politico-militaire (Huitième Assemblée) et la création de deux organisations totalement indépendantes, au cours de l'année 1983.
Début décembre 1983, les milikis réalisèrent un attentat à Saint-Sébastien contre un convoi de la Garde civile, causant d'importants dégâts matériels.
En janvier 1984, les dirigeants des deux secteurs, Abrizketa et Arrugaeta, ainsi que le militant d'ETA-pm Joseba Larretxea et trois militants d'ETA-m, furent arrêtés par les autorités françaises et déportées au Panama. Plus tard, ils se réfugieront à Cuba. Cette opération désarticula ETA-pm, en éloignant ses principaux cadres du Pays basque. Selon différentes sources, les autorités françaises réalisèrent cette opération en raison de la collaboration supposée entre ETA-pm et Illich Ramírez, Carlos, entre 1979 et 1982, notamment pour des raisons logistiques (appartements, voitures, armes...). De plus, il semblerait que Carlos avait été désigné pour récupérer la rançon demandée en échange de la libération de Julio Iglesias Puga sans qu'ETA-pm n'apparaisse officiellement dans l'opération. ETA-pm eut toujours soin de ne pas agir sur le territoire français afin de ne pas menacer son "sanctuaire" mais Carlos, lui, a entamé une campagne d'attentats en 1982. En raison de cela, le gouvernement français décidé d'arrêter les principaux dirigeants de l'organisation, notamment pour éviter qu'une partie d'ETA-pm reprenne contact avec Carlos.
Quelques jours plus tard, en Guipuscoa, le commando d'ETA-pm ayant séquestré Alberto Martín Barrios fut arrêté.
En février 1984, dans le journal Egin, fut annoncé le fait qu'ETA militaire avait décidé d'intégrer en son sein les milikis, qui, de leur côté, se dissolvait en tant qu'organisation et intégrait en bloc ETA militaire. Une partie des prisonniers politiques alors incarcérés pour leur appartenance à ETA-pm décidèrent d'intégrer le collectif des prisonniers d'ETA militaire, notamment Arnaldo Otegi.
Le 7 août, Eduardo Irizar, membre d'ETA-pm (Huitième assemblée) fut tué dans une fusillade avec la Garde civile proche d'Oiartzun (Guipuscoa). Dans la même opération, un camarade d'Irizar fut interpellé. La famille d'Irizar annonça qu'il n'était plus membre d'ETA-pm mais bien d'ETA militaire, faisant partie du secteur milikis.

#### La fin d'ETA-pm (Huitième assemblée)
Le 5 août 1984, une bombe explosa au Palais de Justice d'Anvers (Belgique), causant d'importants dégâts matériels dans les deux étages de l'édifice. L'attentat fut revendiqué par ETA-pm en représailles de l'extradition de deux de ses militants par la justice belge après un long procès. Cela sera la dernière action d'envergure réalisée par l'organisation.
En octobre 1984, les militants restants d'ETA-pm organisèrent une assemblée à Paris pour décider du futur de l'organisation. Deux possibilités furent débattues : celle de continuer en tant qu'organisation armée avec le même nom laissant la porte ouverte à une future convergence avec ETA militaire et celle de l'autodissolution et la recherche de mesures de réinsertion. Le vote fut remporté, avec une courte avance, par les partisans de continuer la lutte armée après des débats très intenses. Les partisans de l'abandon de la lutte armée décidèrent de quitter l'organisation et d'intégrer les programmes permettant la réinsertion sociale en tant qu'anciens militants d'ETA-pm. Selon la presse, à la suite de cette assemblée, il ne resta qu'un groupe réduit à une douzaine de militants et un seul commando actif.
En mars 1985, la police française arrêta ce qui était considéré comme le dernier commando actif d'ETA-pm, plusieurs de ses membres étant ensuite déportés au Cap vert.
À partir de là, ETA-pm entra dans une période d'inactivité totale, dont elle ne sortit qu'en août pour publier un communiqué où elle accusait Euskadiko Ezkerra de collaborer avec la police.
Le 17 juin 1986, la veille des élections générales, ETA-pm publia son dernier communiqué où elle annonçait sa reprise d'activités armées, interrompues en raison de « la répression continue contre [nos] militants et [nos] soutiens ». Dans le même temps, de fortes critiques étaient émises contre le Parti nationaliste basque, le Parti socialiste d'Euskadi et Euskadiko Ezkerra ; ETA-pm soutenait pour les élections la coalition Herri Batasuna. Pour autant, différents observateurs accordèrent assez peu d'importance à cette annonce en raison du caractère groupusculaire de l'organisation à ce moment. Selon le sénateur du PNV Joseba Azkarraga, ce communiqué provenait d'un petit nombre de personnes sans capacité opérationnelle, et sans soutien politique à la suite de l'échec de la coalition Auzolan, et qui cherchait à intégrer ETA militaire.
Dans les semaines suivantes, la France arrêta et condamna à cinq mois de prison José Manuel Horma Santos. Il fut extradé vers l'Espagne en octobre 1986. Il était considéré comme le dernier dirigeant d'ETA-pm présent sur le sol français et le responsable du communiqué de juin 1986.
À la différence d'ETA-pm (Septième Assemblée), ETA-pm (Huitième Assemblée) disparut sans une déclaration formelle de dissolution.